# Maranhão / Carolina Airport
Maranhão / Carolina Airport (franska: Aéroport de Maranhão / Carolina) är en flygplats i Brasilien.   Den ligger i kommunen Carolina och delstaten Maranhão, i den centrala delen av landet, 900 km norr om huvudstaden Brasília. Maranhão / Carolina Airport ligger 172 meter över havet.
Terrängen runt Maranhão / Carolina Airport är platt. Närmaste större samhälle är Carolina, 1,7 km söder om Maranhão / Carolina Airport.
Omgivningarna runt Maranhão / Carolina Airport är huvudsakligen savann. Runt Maranhão / Carolina Airport är det mycket glesbefolkat, med 3 invånare per kvadratkilometer.